# Saperda inornata
Saperda inornata är en skalbaggsart som beskrevs av Thomas Say 1824. Saperda inornata ingår i släktet Saperda och familjen långhorningar. Inga underarter finns listade i Catalogue of Life.